# 田村升吾
田村 升吾（たむら しょうご、1998年5月30日 - ）は、日本の俳優。栃木県出身。SUI inc 所属。

## 人物
趣味は映画鑑賞・読書・サバイバルゲーム・温泉&猫カフェ巡り・ショッピング・遊戯王・サウナ。特技は野球。桃が好き。猫派

## 出演

### 映画
- ちょっと待て野球部!（2018年1月27日、日本出版販売、東映ビデオ） - 瀬川輝 役[1]

### ドラマ
- ダメな私に恋してください 10話（2016年3月15日、TBSテレビ） - 伊勢航希 役[1]
- 動物戦隊ジュウオウジャー 12話（2016年5月1日、テレビ朝日） - 高校生B 役[1]
- ラヴソング 5話（2016年5月8日、フジテレビ） - 智弘 役[1]
- FAKE MOTION –たったひとつの願い-（2021年1月21日 - 3月11日、日本テレビ） - 北条忠則 役

### 舞台
- ミュージカル『テニスの王子様』3rdシーズン（2016年 - 2020年） - 芥川慈郎 役[1][2]
  - 青学vs氷帝 （2016年7月14日 - 9月25日、TOKYO DOME CITY HALL 他）[3]
  - 青学vs六角（2016年12月22日 - 2017年2月12日、TOKYO DOME CITY HALL 他）[4]
  - TEAM Live HYŌTEI（2017年4月12日 - 16日、19日 - 23日、TOKYO DOME CITY HALL 他）[5]
  - Dream Live 2017（2017年5月26日 - 28日、横浜アリーナ）[6]
  - 全国大会 青学vs氷帝（2018年7月12日 - 9月24日、TOKYO DOME CITY HALL 他）[7]
  - 秋の大運動会 2019（2019年10月8日 - 9日、横浜アリーナ）[8]
- E.T.L vol.8 ～ボクらのアジトでNATSU☆祭～（2017年8月22日 - 25日、品川プリンスホテル クラブeX） - ひのひかり 役[9][10]
- RICE on STAGE「ラブ米」 - 主演 ひのひかり 役[1]
  - ～Endless rice riot～（2017年11月17日 - 26日、品川プリンスホテル クラブeX）[9]
  - Festival in バレンタイン（2018年2月14日 - 17日、品川プリンスホテル クラブeX）[11]
  - ～I’ll give you rice～（2018年4月21日 - 30日、品川プリンスホテル クラブeX）[12]
  - ～Rice will come again～（2020年11月19日 - 29日、品川プリンスホテル クラブeX）[13]
- どろろ（2019年3月2日 - 23日、梅田芸術劇場 シアター・ドラマシティ 他） - 助六 役[1][14]
- ミュージカル『刀剣乱舞』 - 篭手切江 役
  - ～葵咲本紀～（2019年8月3日 - 10月27日、天王洲 銀河劇場 他）[15]
  - 歌合 乱舞狂乱 2019（2019年11月24日 - 2020年1月23日、長野 / 宮城 / 北海道 / 福岡 / 広島 / 埼玉 / 愛知 / 大阪 / 東京）[16]
  - 壽 乱舞音曲祭（2021年1月9日 - 23日、東京ガーデンシアター）[17]
  - 真剣乱舞祭 2022（2022年5月8日 - 6月26日、国立代々木競技場 第一体育館）※東京公演のみ、会場替わり出演[18]
  - 江 おん すていじ 🐾新編 里見八犬伝🐾 (2022年12月11日 - 23日、日本青年館ホール / 2023年1月13日 - 22日、梅田芸術劇場 メインホール)[19][20]
  - 江 おん すていじ ぜっぷつあー りぶうと（2025年5月3日・4日、Zepp DiverCity TOKYO / 5月13日 - 15日、Zepp Namba / 5月22日 - 29日、Zepp Haneda / マレーシア）[21][22]
  - 目出度歌誉花舞 十周年祝賀祭（2025年7月29日・30日、東京ドーム）[23]
- 監禁朗読劇 LOCK UP READING THEATER『The Lost Sheep』 （2021年1月31日、360Channel） - 三笠百々 役[24][25]
- 舞台「FAKE MOTION -THE SUPER STAGE-」（2021年4月19日 - 5月2日、品川プリンスホテル ステラボール） - 北条忠則 役[26][注釈 1]
- Live Musical「SHOW BY ROCK!!」 -DO根性北学園編- 夜と黒のReflection（2021年8月19日 - 29日[注釈 2]、天王洲 銀河劇場） - ジャロップ 役[28]
- 霧の中のノスフェラトゥ～ドラキュラ伝説（2021年9月16日 - 23日、シアターサンモール） - ジョナサン・ハーカー 役[29]
- 舞台『魔法使いの約束』 - シノ 役
  - 第2章（2021年11月5日 - 21日、天王洲 銀河劇場）[30]
  - 第3章（2022年4月29日 - 5月22日、天王洲 銀河劇場 他）
  - 祝祭シリーズ Part1（2023年2月17日 - 3月5日、天王洲 銀河劇場）[31]
  - 祝祭シリーズ Part2（2023年7月8日 - 23日、天王洲 銀河劇場）[32]
  - エチュードシリーズpart1（2024年6月1日 - 6月9日、天王州 銀河劇場 / 6月15日 - 23日、SkyシアターMBS）
  - オーケストラ音楽祭～main story～（2024年6月28日 - 30日 TACHIKAWA STAGE GARDEN）
  - エチュードシリーズ Part2（2024年11月30日 - 12月8日、天王洲 銀河劇場 / 12月14日 - 22日、SkyシアターMBS）[33]
  - きみに花を、空に魔法を 前編（2025年9月6日 - 23日〈予定〉、天王洲 銀河劇場 / 9月28日 - 10月5日〈予定〉、箕面市立文化芸能劇場 大ホール）[34][35]
  - きみに花を、空に魔法を 後編（2026年）[34]
- PERSONA5 the stage #3（2021年12月10日 - 12日、メルパルクホール大阪 / 12月16日 - 19日、KT Zepp Yokohama） - 三島由輝 役[36]
- 舞台「フルーツバスケット」 - 草摩潑春 役
  - 舞台「フルーツバスケット」（2022年3月4日 - 13日、日本橋三井ホール）[37]
  - 舞台「フルーツバスケット 2nd season」（2023年10月6日 - 15日、大手町三井ホール）[38]
  - 舞台「フルーツバスケット The Final」（2024年10月18日 - 27日、ヒューリックホール東京）[39]
- 「Dr.STONE」THE STAGE ～SCIENCE WORLD～ - クロム 役
  - 初演（2022年7月9日 - 13日、サンシャイン劇場）[40]
  - 再演（2023年9月2日 - 10日、品川プリンスホテル ステラボール / 9月15日 - 18日、AiiA 2.5 Theater Kobe）[41]
- 舞台「パタリロ!」～ファントム～（2022年9月、天王洲 銀河劇場 / サンケイホールブリーゼ） - タマネギ部隊 役[42]
- 舞台「ドラマチックハイスクール」（2022年10月7日 - 16日、品川プリンスホテル クラブeX） - 加藤清海 役[43]
- 舞台「カストルとポルックス」（2023年3月24日 - 4月2日、品川プリンスホテル ステラボール） - 津田洋介 役[44]
- 『Dancing☆Starプリキュア』The Stage - 星河楽 / キュアトップ 役
  - 『Dancing☆Starプリキュア』The Stage（2023年10月28日 - 11月5日、品川プリンスホテル ステラボール / 11月10日 - 12日、サンケイホールブリーゼ）[45][46][47]
  - 『Dancing☆Starプリキュア』The Stage2（2025年2月15日 - 23日、シアターH / 3月1日・2日、京都劇場）[48]
  - 『Dancing☆Starプリキュア』The Stage3（2025年12月5日 - 14日、天王洲 銀河劇場 / 12月19日 - 21日、COOL JAPAN PARK OSAKA TTホール）[49]
- 朗読劇「むかしむかしあるところに、死体がありました。」（2024年4月18日、シアター1010）[50]
- 『マッシュル-MASHLE-』THE STAGE 2.5（2024年8月2日 - 12日、天王洲 銀河劇場 / 8月17日 - 19日、AiiA 2.5 Theater Kobe） - ドミナ・ブローライブ 役[51]
- 舞台『魔道祖師』邂逅編（2025年3月22日 - 30日、シアターH / 4月4日 - 6日、京都劇場） - 金凌 役[52]

### イベント
- 2.5次元フェス（仮）（2016年12月4日、幕張メッセ 11ホール）[53]
- ミュージカル『テニスの王子様』15周年記念 テニミュ文化祭（2018年11月23日 - 24日、池袋・サンシャインシティ ワールドインポートマートビル4階 展示ホールA）[54][55]
- 田村升吾 21st Birthday Event（2019年5月26日、ドイツ文化会館OAG ホール）[1]
- 田村升吾 2020年カレンダー発売記念イベント（2019年12月15日、東京カルチャーカルチャー）[1]
- ミュージカル『テニスの王子様』3rdシーズン Thank-you Festival 2020（2020年2月29日、カルッツかわさき ホール）[56][57]
- 田村升吾 24th Birthday Event (2022年5月28日、音楽の友ホール)[1]
- 田村升吾 2023 カレンダー発売記念イベント(2022年12月25日、浜離宮朝日ホール)[1]
- SUI Event 2022(2022年12月28日、山野ホール)[1]
- 田村升吾 25th Birthday Event (2023年5月27日、TOKYO FMホール) [1]
- 田村升吾 2024 カレンダー 発売記念イベント (2024年1月21日、浜離宮朝日ホール)[1]
- SUI Event 2024(2024年3月20日、横浜・新都市ホール)[1]
- PHOTO BOOK in HAWAII 田村升吾 手渡し会(2024年3月31日 LM東京研修センター)[1]
- 田村升吾 26th Birthday Event(2024年5月11日、浜離宮朝日ホール)[1]

### 配信
- 刀剣乱舞 大演練 ～控えの間～（2020年8月11日、DMM.com）[58]
- ミュージカル『テニスの王子様』Dream Stream（2020年11月15日 - 21日、SUPERLIVE by OPENREC） - 芥川慈郎 役[59]
- SUIチャンネル vol.42『田村升吾 2022カレンダー発売記念 特別番組』（2021年12月25日、ニコニコ生放送）[60]
- 年末年始しょばみゅどこ北公演生コメンタリーよろしくおねがいしまーーースペシャル!!!（2021年12月29日、ニコニコ生放送）[61]
- ナナシ -第七特別死因処理課- シーズン2（2024年2月28日、DMM TV） - ヒグラシ 役[62]